# Залухівська сільська рада
| Залухівська сільська рада — адміністративно-територіальна одиниця та орган місцевого самоврядування у Ратнівському районі Волинської області з адміністративним центром у с. Залухів. Припинила існування 17 травня 2017 року через об'єднання до складу Самарівської сільської територіальної громади Волинської області. Натомість утворено Залухівський старостинський округ при Самарівській сільській громаді. Історична дата утворення: в 1945 році. Водоймища на території, підпорядкованій даній раді: річка Прип'ять, озеро Святе. Сільській раді були підпорядковані населені пункти: - с. Залухів - с. Заприп'ять - с. Почапи - с. Хабарище - с. Щитинська Воля |

## Склад ради
Рада складалася з 16 депутатів та голови.

### Керівний склад ради
| ПІБ                         | Основні відомості                                                                                        | Дата обрання | Дата звільнення |
| --------------------------- | --- | ------------ | --------------- |
| Кацевич Людмила Феодосіївна | Сільський голова, 1963 року народження, освіта середня спеціальна, позапартійна                          | 25.10.2015   |                 |
| Трофимук Віталій Йосипович  | Сільський голова, 1958 року народження, освіта                                                           | 26.03.2006   | 31.10.2010      |
| Трофимук Віталій Йосипович  | Сільський голова, 1958 року народження, освіта середня спеціальна, член політичної партії 'Наша Україна' | 31.10.2010   | 25.10.2015      |

Примітка: таблиця складена за даними джерела

## Населення
Згідно з переписом УРСР 1989 року чисельність наявного населення сільської ради становила 1307 осіб, з яких 644 чоловіки та 663 жінки.
За переписом населення України 2001 року в сільській раді мешкало 1126 осіб.

### Мова
Розподіл населення за рідною мовою за даними перепису 2001 року:
| Мова       | Відсоток |
| ---------- | -------- |
| українська | 99,47 %  |
| білоруська | 0,44 %   |
| російська  | 0,09 %   |